# Ngược đãi bằng từ ngữ
Ngược đãi bằng từ ngữ (còn được gọi là công kích bằng lời nói, gây hấn bằng từ ngữ, bạo hành bằng từ ngữ, bạo lực bằng lời nói, công kích tinh thần, hay bạo lực tinh thần) là một kiểu của ngược đãi tâm lý liên quan đến việc sử dụng lời nói, cử chỉ, và chữ viết nhắm vào một nạn nhân. Ngược đãi bằng từ ngữ có thể bao gồm các hành vi quấy rối, dán nhãn, lăng mạ, chửi mắng, chì chiết hay la hét hướng vào một cá thể. Nó còn có thể bao gồm việc sử dụng những từ ngữ khinh miệt, truyền tải câu chữ với mục đích dọa nạt, làm nhục, phỉ báng, hay hạ bệ một người. Những dạng công kích này có thể dẫn đến bĩ cực tâm lý và/hay khủng hoảng về cảm xúc cho nạn nhân.